# Beverīna
Beverīna è un comune della Lettonia di 3.567 abitanti (dati 2009)

## Geografia antropica

### Suddivisioni amministrative
Il comune è stato istituito nel 2009 ed è formato dalle seguenti unità amministrative:
- Brenguļi
- Kauguri, sede comunale
- Trikāta